# Шон Ламонт
Шон Ламонт (енгл. Sean Lamont; 15. јануар 1981) професионални је рагбиста и шкотски репрезентативац који тренутно игра за Глазгов вориорсе.

## Биографија
Висок 188 цм, тежак 105 кг, Ламонт је пре Вориорса играо и за Ротерам РФК, Нортхемптон сејнтсе и Скарлетсе. За репрезентацију Шкотске одиграо је 99 тест мечева и постигао 70 поена.